# Carex concolor
Carex concolor — вид трав'янистих рослин родини осокові (Cyperáceae), поширений на півночі Північної Америки (Гренландія, Канада, Аляска) та Євразії (Росія, Фінляндія, Норвегія, Швеція). Етимологія: лат. concolor — «одноколірний».

## Таксономічні примітки
Carex concolor вважався або близьким до Carex aquatilis, або расою чи підвидом цього виду. Підтримка рішення, де C. aquatilis і C. concolor розглядаються як два різні види є в роботах, наприклад, Dragon & Barrington (2008, 2009), Nakamatte & Lye (2008), and Gebauer et al. (2014).

## Опис
Це багаторічні трав'янисті рослини, які формують вільні килими, завдяки розгалуженій системі кореневищ. Кореневища грубі, з пурпурно чорними пазухами листків. Стебла 35–100 см, кути шорсткі. Листові пазухи як правило червоно-коричневі. Листові пластини шириною 5–8 мм, горбкуваті на обох поверхнях. Колоски прямостійні. Маточкові луски блідо-червоно-коричневого кольору з вузькою світлою серединною жилкою.
Квітка в Carex одностатева, без оцвітини, і підтримуються лускою. Чоловіча квітка складається з 3 тичинок. Визначальною структурою роду Carex є пляшкоподібний приквіток навколо кожної жіночої квітки.

## Відтворення
Статеве розмноження насінням, потенційно; ефективне місцеве вегетативне розмноження системою кореневищ. Плоди, як правило, розповсюджуються водою і найбільш ймовірно птахами.

## Поширення
Поширений на півночі Північної Америки (Гренландія, Канада, Аляска) та Євразії (Росія, Фінляндія, Норвегія, Швеція).
Населяє вологу тундру.